# Nombres 10 000 à 99 999
Cet article recense quelques entiers naturels ayant des propriétés remarquables et inclus dans l'intervalle allant de 10 000 et 99 999, tous deux inclus.
Attention : tous les nombres premiers de cet intervalle ne sont pas encore mentionnés.

## Nombres dans l'intervalle (10 000 - 24 999)
- 10 000 - 104 ou 1002
- 10007 - plus petit nombre premier supérieur à 10000
- 10009 - nombre premier
- 10080 - nombre hautement composé
- 10093 - nombre premier
- 10133 - nombre premier
- 10139 - nombre premier
- 10151 - nombre premier
- 10159 - nombre premier
- 10169 - nombre premier
- 10201 - nombre palindrome carré
- 10206 - nombre pyramidal pentagonal
- 10223 - un des neuf nombres restant Seventeen or Bust dans le problème de Sierpinski
- 10239 - nombre de Woodall
- 10267 - nombre premier cubain
- 10301 - nombre premier palindrome
- 10331 - nombre premier
- 10333 - nombre étoilé premier
- 10337 - nombre premier
- 10416 - nombre pyramidal carré
- 10425 - nombre octaédrique
- 10477 - nombre premier
- 10501 - nombre premier palindrome
- 10529 - nombre premier
- 10531 - nombre premier
- 10559 - nombre premier
- 10567 - nombre premier
- 10570 - nombre étrange
- 10585 - nombre de Carmichael, 145e nombre triangulaire (donc 73e nombre hexagonal et 49e nombre ennéagonal centré)
- 10589 - nombre premier
- 10601 - nombre premier palindrome
- 10609 - nombre tribonacci
- 10660 - nombre tétraédrique
- 10671 - nombre Tetranacci
- 10744 - nombre amiable avec 10 856
- 10792 - nombre étrange
- 10837 - nombre étoilé premier
- 10856 - nombre amiable avec 10 744
- 10905 - nombre de Wedderburn-Etherington
- 10946 - nombre de Fibonacci, nombre de Markov
- 10990 - nombre étrange
- 11025 - somme des cubes des entiers de 1 à 14
- 11047 - nombre premier
- 11071 - nombre premier
- 11113 - nombre premier
- 11117 - nombre premier
- 11119 - nombre premier
- 11131 - nombre premier
- 11159 - nombre premier
- 11161 - nombre premier
- 11171 - nombre premier
- 11177 - nombre premier
- 11311 - nombre premier palindrome
- 11368 - nombre pyramidal pentagonal
- 11383 - nombre premier
- 11393 - nombre premier
- 11399 - nombre premier
- 11410 - nombre étrange
- 11411 - nombre premier palindrome
- 11440 - nombre pyramidal carré
- 11476 - 151e nombre triangulaire (donc 76e nombre hexagonal et 51e nombre ennéagonal centré)
- 11480 - nombre tétraédrique
- 11527 - nombre premier
- 11605 - le plus petit entier à démarrer une suite de cinq entiers consécutifs avec le même nombre de diviseurs
- 11690 - nombre étrange
- 11719 - nombre premier cubain
- 11726 - nombre octaédrique
- 11777 - nombre premier
- 12007 - nombre premier
- 12011 - nombre premier
- 12037 - nombre premier
- 12097 - nombre premier cubain
- 12110 - nombre étrange
- 12198 - nombre semi-méandrique
- 12211 - nombre premier
- 12227 - nombre premier
- 12277 - nombre premier
- 12285 - nombre amiable avec 14 595
- 12287 - nombre de Thabit
- 12321 - nombre palindrome carré
- 12323 - nombre premier
- 12341 - nombre tétraédrique
- 12377 - nombre premier
- 12403 - 157e nombre triangulaire (donc 79e nombre hexagonal et 53e nombre ennéagonal centré)
- 12421 - nombre premier palindrome
- 12433 - nombre premier
- 12451 - nombre premier
- 12457 - nombre premier
- 12487 - nombre premier
- 12511 - nombre premier
- 12529 - nombre pyramidal carré
- 12530 - nombre étrange
- 12569 - nombre premier
- 12589 - nombre premier
- 12659 - nombre premier
- 12670 - nombre étrange
- 12721 - nombre premier palindrome
- 12726 - membre d'une paire de Ruth-Aaron
- 12758 - le plus grand entier qui ne puisse pas être représenté comme une somme de cubes distincts
- 12821 - nombre premier palindrome
- 12899 - nombre premier
- 13244 - nombre tétraédrique
- 13267 - nombre premier cubain
- 13131 - nombre octaédrique
- 13331 - nombre premier palindrome
- 13366 - 163e nombre triangulaire (donc 82e nombre hexagonal et 55e nombre ennéagonal centré)
- 13370 - nombre étrange
- 13510 - nombre étrange
- 13669 - nombre premier cubain
- 13685 - nombre pyramidal carré
- 13790 - nombre étrange
- 13820 - nombre méandrique ouvert
- 13831 - nombre premier palindrome
- 13860 - nombre de Pell
- 13896 - le plus petit nombre somme de deux cubes d'entiers strictement positifs de quatre façons.
- 13930 - nombre étrange
- 13931 - nombre premier palindrome
- 13950 - nombre pyramidal pentagonal
- 14190 - nombre tétraédrique
- 14200 - nombre de solutions du problème des n dames pour n = 12,
- 14341 - nombre premier palindrome
- 14365 - 169e nombre triangulaire (donc 85e nombre hexagonal et 57e nombre ennéagonal centré)
- 14400 - somme des cubes des entiers de 1 à 15
- 14641 - 114 ; nombre palindrome carré
- 14644 - nombre octaédrique
- 14701 - nombre de Markov
- 14741 - nombre premier palindrome
- 14770 - nombre étrange
- 14595 - nombre amiable avec 12 285
- 14910 - nombre pyramidal carré
- 15120 - nombre hautement composé
- 15180 - nombre tétraédrique
- 15376 - nombre pyramidal pentagonal
- 15387 - nombre de Zeisel
- 15400 - 175e nombre triangulaire (donc 88e nombre hexagonal et 59e nombre ennéagonal centré)
- 15451 - nombre premier palindrome
- 15511 - nombre de Motzkin
- 15551 - nombre premier palindrome
- 15610 - nombre étrange
- 15625 - 56
- 15841 - nombre de Carmichael
- 15890 - nombre étrange
- 16030 - nombre étrange
- 16061 - nombre premier palindrome
- 16091 - nombre premier strobogrammatique (en)
- 16127 - nombre de Carol
- 16206 - nombre pyramidal carré
- 16269 - nombre octaédrique
- 16310 - nombre étrange
- 16361 - nombre premier palindrome
- 16384 - 214

- 16471 - 181e nombre triangulaire (donc 91e nombre hexagonal et 61e nombre ennéagonal centré)
- 16561 - nombre premier palindrome
- 16580 - nombre de Leyland
- 16639 - nombre de Kynea
- 16651 - nombre premier cubain
- 16661 - nombre premier palindrome
- 16730 - nombre étrange
- 16796 - nombre de Catalan
- 16807 - 75
- 16843 - nombre premier de Wolstenholme
- 16870 - nombre étrange
- 16896 - nombre pyramidal pentagonal
- 17272 - nombre étrange
- 17296 - nombre amiable avec 18 416
- 17344 - nombre de Kaprekar
- 17471 - nombre premier palindrome
- 17570 - nombre étrange
- 17575 - nombre pyramidal carré
- 17578 - 187e nombre triangulaire (donc 94e nombre hexagonal et 63e nombre ennéagonal centré)
- 17711 - nombre de Fibonacci
- 17971 - nombre premier palindrome
- 17990 - nombre étrange
- 18010 - nombre octaédrique
- 18181 - nombre premier palindrome, nombre premier strobogrammatique
- 18410 - nombre étrange
- 18416 - nombre amiable avec 17 296
- 18481 - nombre premier palindrome
- 18496 - somme des cubes des entiers de 1 à 16
- 18600 - nombre à moyenne harmonique entière
- 18620 - nombre à moyenne harmonique entière
- 18721 - 193e nombre triangulaire (donc 97e nombre hexagonal et 65e nombre ennéagonal centré)
- 18785 - nombre de Leyland
- 18830 - nombre étrange
- 18970 - nombre étrange
- 19019 - nombre pyramidal carré
- 19249 - un des neuf nombres restants Seventeen or Bust dans le problème de Sierpinski
- 19390 - nombre étrange
- 19391 - nombre premier palindrome
- 19441 - nombre premier cubain
- 19455 - le plus petit nombre entier qui ne peut pas être exprimé comme une somme de moins de 548 puissance neuvièmes
- 19513 - nombre tribonacci
- 19600 - 1402, nombre tétraédrique
- 19609 - premier nombre premier suivi par un écart avec le suivant de cinquante
- 19670 - nombre étrange
- 19683 - 39
- 19871 - nombre octaédrique
- 19891 - nombre premier palindrome
- 19900 - 199e nombre triangulaire (donc 100e nombre hexagonal et 67e nombre ennéagonal centré)
- 19927 - nombre premier cubain
- 19991 - nombre premier palindrome
- 20160 - le plus petit ordre appartenant aux deux groupes simples : le groupe alterné A8 et le groupe de Chevalley A2(4) ; nombre hautement composé
- 20161 - le plus grand entier qui ne peut pas être exprimé comme une somme de deux nombres abondants
- 20230 - nombre pyramidal pentagonal
- 20412 - nombre de Leyland
- 20540 - nombre pyramidal carré
- 20569 - nombre Tetranacci
- 20736 - 124
- 21115 - 205e nombre triangulaire (donc 103e nombre hexagonal et 69e nombre ennéagonal centré)
- 21147 - nombre de Bell
- 21181 - un des neuf nombres restants Seventeen or Bust dans le problème de Sierpinski
- 21856 - nombre octaédrique
- 22050 - nombre pyramidal pentagonal
- 22140 - nombre pyramidal carré
- 22222 - nombre de Kaprekar
- 22229 - nombre premier
- 22366 - 211e nombre triangulaire (donc 106e nombre hexagonal et 71e nombre ennéagonal centré)
- 22447 - nombre premier cubain
- 22527 - nombre de Woodall
- 22699 - un des neuf nombres restants Seventeen or Bust dans le problème de Sierpinski
- 23401 - nombre de Leyland
- 23409 - somme des cubes des entiers de 1 à 17
- 23497 - nombre premier cubain
- 23653 - 217e nombre triangulaire (donc 109e nombre hexagonal et 73e nombre ennéagonal centré)
- 23821 - nombre pyramidal carré
- 23969 - nombre octaédrique
- 23976 - nombre pyramidal pentagonal
- 24211 - nombre de Zeisel
- 24571 - nombre premier cubain
- 24631 - nombre de Wedderburn-Etherington
- 24737 - un des neuf nombres restants Seventeen or Bust dans le problème de Sierpinski
- 24976 - 223e nombre triangulaire (donc 112e nombre hexagonal et 75e nombre ennéagonal centré)

## Nombres dans l'intervalle (25 000 - 49 999)
- 25085 - nombre de Zeisel
- 25117 - nombre premier cubain
- 25200 - nombre hautement composé
- 25205 - le plus grand nombre dont la factorielle est inférieure à 10100 000
- 25585 - nombre pyramidal carré
- 26214 - nombre octaédrique
- 26227 - nombre premier cubain
- 26335 - 229e nombre triangulaire (donc 115e nombre hexagonal et 77e nombre ennéagonal centré)
- 26861 - le plus petit nombre au-dessous duquel il existe plus de nombres premiers de la forme 4k + 1 que de la forme 4k + 3
- 27434 - nombre pyramidal carré
- 27559 - nombre de Zeisel
- 27625 - plus petit nombre égal à la somme de deux carrés d'entiers positifs ou nuls de huit façons différentes : 202 + 1652 = 272 + 1642 = 452 + 1602 = 602 + 1552 = 832 + 1442 = 882 + 1412 = 1012 + 1322 = 1152 + 1202.
- 27720 - le plus petit nombre divisible par les nombres de 1 à 12 (il n'existe pas de nombre plus petit divisible par les nombres 1 à 11) ; nombre hautement composé
- 27730 - 235e nombre triangulaire (donc 118e nombre hexagonal et 79e nombre ennéagonal centré)
- 27846 - nombre à moyenne harmonique entière
- 28158 - nombre pyramidal pentagonal
- 28374 - le plus petit nombre entier à démarrer une suite de six entiers consécutifs avec le même nombre de diviseurs
- 28561 - 134
- 28595 - nombre octaédrique
- 28657 - nombre premier, nombre de Fibonacci, nombre de Markov
- 29161 - 241e nombre triangulaire (donc 121e nombre hexagonal et 81e nombre ennéagonal centré)
- 29241 - somme des cubes des entiers de 1 à 18
- 29341 - nombre de Carmichael
- 29370 - nombre pyramidal carré
- 30000 - nombre rond
- 30029 - nombre premier primoriel
- 30030 - nombre primoriel
- 30103 - Nombre premier palindrome
- 30203 - nombre premier palindrome
- 30240 - nombre à moyenne harmonique entière
- 30403 - nombre premier palindrome
- 30420 - nombre pyramidal pentagonal
- 30628 - 247e nombre triangulaire (donc 124e nombre hexagonal et 83e nombre ennéagonal centré)
- 30694 - nombre méandrique ouvert
- 30703 - nombre premier palindrome
- 30803 - nombre premier palindrome
- 31013 - nombre premier palindrome
- 31116 - nombre octaédrique
- 31395 - nombre pyramidal carré
- 31397 - nombre premier suivi par un écart avec le suivant de 72.
- 31513 - nombre premier palindrome
- 31929 - nombre de Zeisel
- 32131 - 253e nombre triangulaire (donc 127e nombre hexagonal et 85e nombre ennéagonal centré)
- 32323 - nombre premier palindrome
- 32423 - nombre premier palindrome
- 32760 - nombre à moyenne harmonique entière
- 32761 - 1812, nombre hexagonal centré
- 32767 - 215 - 1, la plus grande valeur positive pour un nombre entier sur un ordinateur 16-bit signé (complément à deux).
- 32768 - 215, valeur absolue maximale d'une valeur négative pour un nombre entier sur un ordinateur 16-bit signé (complément à deux).

- 32800 - nombre pyramidal pentagonal
- 32993 - nombre de Leyland
- 33331 - nombre premier
- 33343 - nombre premier
- 33353 - nombre premier
- 33461 - nombre de Pell, nombre de Markov
- 33511 - nombre pyramidal carré
- 33533 - nombre premier palindrome
- 33661 - un des neuf nombres restants Seventeen or Bust dans le problème de Sierpinski
- 33670 - 259e nombre triangulaire (donc 130e nombre hexagonal et 87e nombre ennéagonal centré)
- 33781 - nombre octaédrique
- 34483 - nombre premier cousin
- 34487 - nombre premier cousin
- 34499 - nombre premier jumeau
- 34501 - nombre premier jumeau
- 34543 - nombre premier palindrome
- 34843 - nombre premier palindrome
- 35053 - nombre premier palindrome
- 35153 - nombre premier palindrome
- 35245 - 265e nombre triangulaire (donc 133e nombre hexagonal et 89e nombre ennéagonal centré)
- 35353 - nombre premier palindrome
- 35720 - nombre pyramidal carré
- 35753 - nombre premier palindrome
- 35840 - nombre d'onces dans une tonne longue (2 240 livres)
- 35890 - nombre tribonacci
- 35899 - factorielle alternée
- 36100 - somme des cubes des entiers de 1 à 19
- 36263 - nombre premier palindrome
- 36563 - nombre premier palindrome
- 36594 - nombre octaédrique
- 36856 - 271e nombre triangulaire (donc 136e nombre hexagonal et 91e nombre ennéagonal centré)
- 37273 - nombre premier palindrome
- 37378 - nombre semi-méandrique
- 37573 - nombre premier palindrome
- 37666 - nombre de Markov
- 37926 - nombre pyramidal pentagonal
- 38024 - nombre pyramidal carré
- 38083 - nombre premier palindrome
- 38183 - nombre premier palindrome
- 38503 - 277e nombre triangulaire (donc 139e nombre hexagonal et 93e nombre ennéagonal centré)
- 38783 - nombre premier palindrome
- 38962 - nombre de Kaprekar
- 39293 - nombre premier palindrome
- 39559 - nombre octaédrique
- 39648 - nombre Tetranacci
- 40000 - nombre rond
- 40186 - 283e nombre triangulaire (donc 142e nombre hexagonal et 95e nombre ennéagonal centré)
- 40320 - la plus petite factorielle qui n'est pas un nombre hautement composé
- 40425 - nombre pyramidal carré
- 40585 - plus grand nombre entier égal à la somme des factorielles de ses chiffres en écriture décimale
- 40678 - nombre pyramidal pentagonal
- 40804 - nombre palindrome carré
- 41041 - nombre de Carmichael
- 41616 - nombre triangulaire carré
- 41835 - nombre de Motzkin
- 41905 - 289e nombre triangulaire (donc 145e nombre hexagonal et 97e nombre ennéagonal centré)
- 42680 - nombre octaédrique
- 42925 - nombre pyramidal carré
- 43261 - nombre de Markov
- 43560 - nombre pyramidal pentagonal
- 43660 - 295e nombre triangulaire (donc 148e nombre hexagonal et 99e nombre ennéagonal centré)
- 43691 - nombre premier de Wagstaff
- 44100 - somme des cubes des vingt premiers nombres premiers, taux d'échantillonnage en hertz d'un titre en qualité CD
- 44449 - nombre premier
- 44944 - nombre palindrome carré
- 45360 - premier nombre à avoir 100 facteurs (incluant 1 et lui-même) ; nombre hautement composé
- 45451 - 301e nombre triangulaire (donc 151e nombre hexagonal et 101e nombre ennéagonal centré)
- 46233 - somme des huit premières factorielles
- 46368 - nombre de Fibonacci
- 46656 - 6@2 en utilisant la tétration = 66
- 46657 - nombre de Carmichael
- 46664 - la 44e différence record de la suite de Mian-Chowla, un nombre polygonal minimal[Quoi ?] ; en base 10, un nombre palindrome, un nombre de Smith ; le numéro de prisonnier de Nelson Mandela
- 47058 - nombre pseudoparfait primaire
- 47278 - 307e nombre triangulaire (donc 154e nombre hexagonal et 103e nombre ennéagonal centré)
- 49141 - 313e nombre triangulaire (donc 157e nombre hexagonal et 105e nombre ennéagonal centré)
- 49151 - nombre de Woodall
- 49726 - nombre pyramidal pentagonal

## Nombres dans l'intervalle (50 000 - 74 999)
- 50000 - nombre rond
- 50400 - nombre hautement composé
- 51040 - 319e nombre triangulaire (donc 160e nombre hexagonal et 107e nombre ennéagonal centré)
- 51641 - nombre de Markov
- 52633 - nombre de Carmichael
- 52975 - 325e nombre triangulaire (donc 163e nombre hexagonal et 109e nombre ennéagonal centré)
- 53016 - nombre pyramidal pentagonal
- 53361 - somme des cubes des vingt-et-un premiers nombres premiers positifs
- 54205 - nombre de Zeisel
- 54946 - 331e nombre triangulaire (donc 166e nombre hexagonal et 111e nombre ennéagonal centré)
- 55440 - nombre colossalement abondant ; nombre hautement composé ; nombre hautement composé supérieur
- 55459 - un des neuf nombres restant Seventeen or Bust dans le problème de Sierpinski
- 55860 - nombre à moyenne harmonique entière
- 56011 - nombre de Wedderburn-Etherington
- 56448 - nombre pyramidal pentagonal
- 56953 - 337e nombre triangulaire (donc 169e nombre hexagonal et 113e nombre ennéagonal centré)
- 58367 - le plus petit entier qui ne peut pas être exprimé comme la somme de 1 079 puissances dixièmes
- 58786 - nombre de Catalan
- 58996 - 343e nombre triangulaire (donc 172e nombre hexagonal et 115e nombre ennéagonal centré)
- 59049 - 310
- 59081 - nombre de Zeisel
- 60 000 - nombre rond
- 60049 - nombre de Leyland
- 61075 - 349e nombre triangulaire (donc 175e nombre hexagonal et 117e nombre ennéagonal centré)
- 62210 - nombre de Markov
- 62745 - nombre de Carmichael
- 63020 - nombre amical avec 76 084
- 63190 - 355e nombre triangulaire (donc 178e nombre hexagonal et 119e nombre ennéagonal centré)
- 63360 - nombre de pouces dans un mile
- 63750 - nombre pyramidal pentagonal
- 63973 - nombre de Carmichael
- 64009 - somme des cubes des vingt-deux premiers nombres premiers positifs
- 65023 - nombre de Carol
- 65341 - 361e nombre triangulaire (donc 181e nombre hexagonal et 121e nombre ennéagonal centré)
- 65535 - la plus grande valeur pour un entier à 16-bit non signé ; il apparaît de ce fait comme une limite dans beaucoup de logiciels ; un nombre de Mersenne, le produit des quatre premiers nombres premiers de Fermat, donc un polygone avec ce nombre de côtés est constructible à la règle et au compas ; le 15e nombre polygonal à 626 côtés ; le 5e nombre polygonal à 6 555 côtés ; le 3e nombre polygonal à 21 846 côtés. C'est aussi la somme de tous les exposants de 2 jusqu'à 215 inclus.
- 65 536 - 216, 2↑↑4 en utilisant la notation des puissances itérées de Knuth, le plus petit entier avec exactement dix-sept diviseurs

- 65537 - le cinquième et dernier nombre premier de Fermat connu, c'est donc un nombre premier non brésilien
- 65792 - nombre de Leyland
- 66012 - nombre tribonacci
- 66047 - nombre de Kynea
- 66198 - nombre de Giuga
- 67528 - 367e nombre triangulaire (donc 184e nombre hexagonal et 123e nombre ennéagonal centré)
- 67607 - le plus grand des neuf nombres restants Seventeen or Bust dans le problème de Sierpinski
- 67626 - nombre pyramidal pentagonal
- 69105 - le 3e nombre polygonal à 23 036 côtés, le 5e nombre polygonal à 6 912 côtés, un nombre polygonal à 510 côtés et un nombre polygonal à 660 côtés, un nombre exprimé comme une blague privée par la société américaine Infocom
- 69632 - nombre de Leyland
- 69696 - 2642 ; le seul nombre carré palindrome connu qui peut être exprimé comme la somme d'une paire de nombres premiers jumeaux : 69 696 = 34 847 + 34 849.
- 69751 - 373e nombre triangulaire (donc 187e nombre hexagonal et 125e nombre ennéagonal centré)
- 70000 - nombre rond
- 70207 - nombre premier palindrome
- 70507 - nombre premier palindrome
- 70607 - nombre premier palindrome
- 71317 - nombre premier palindrome
- 71656 - nombre pyramidal pentagonal
- 71825 - plus petit nombre égal à la somme de deux carrés d'entiers positifs ou nuls de neuf façons différentes : 12 + 2682 = 402 + 2652 = 652 + 2602 = 762 + 2572 = 1042 + 2472 = 1272 + 2362 = 1602 + 2152 = 1692 + 2082 = 1882 + 1912.
- 71917 - nombre premier palindrome
- 72010 - 379e nombre triangulaire (donc 190e nombre hexagonal et 127e nombre ennéagonal centré)
- 72227 - nombre premier palindrome
- 72727 - nombre premier palindrome
- 73037 - nombre premier palindrome
- 73237 - nombre premier palindrome
- 73637 - nombre premier palindrome
- 73712 - nombre de solutions du problème des n dames pour n = 13,
- 74047 - nombre premier palindrome
- 74305 - 385e nombre triangulaire (donc 193e nombre hexagonal et 129e nombre ennéagonal centré)
- 74747 - nombre premier palindrome

## Nombres dans l'intervalle (75 000 - 99 999)
- 75025 - nombre de Fibonacci, nombre de Markov
- 75361 - nombre de Carmichael
- 75557 - Nombre premier palindrome
- 76084 - nombre amical avec 63 020
- 76127 - somme de tous les nombres premiers dans l'intervalle 0 à 999
- 76176 - somme des cubes des vingt-trois premiers nombres premiers positifs
- 76367 - nombre premier palindrome
- 76424 - nombre Tetranacci
- 76636 - 391e nombre triangulaire (donc 196e nombre hexagonal et 131e nombre ennéagonal centré)
- 76667 - nombre premier palindrome
- 77377 - nombre premier palindrome
- 77477 - nombre premier palindrome
- 77747 - nombre premier
- 77773 - nombre premier
- 77778 - nombre de Kaprekar
- 77797 - nombre premier
- 77977 - nombre premier palindrome
- 78 125  - 57
- 78487 - nombre premier palindrome
- 78557 - conjecturé comme étant le plus petit nombre de Sierpiński
- 78787 - nombre premier palindrome
- 78887 - nombre premier palindrome
- 79003 - 397e nombre triangulaire (donc 199e nombre hexagonal et 133e nombre ennéagonal centré)
- 79397 - nombre premier palindrome
- 79697 - nombre premier palindrome
- 79997 - nombre premier palindrome
- 80000 - nombre rond
- 80782 - nombre de Pell
- 81406 - 403e nombre triangulaire (donc 202e nombre hexagonal et 135e nombre ennéagonal centré)
- 82656 - nombre de Kaprekar
- 83160 - nombre hautement composé
- 83845 - 409e nombre triangulaire (donc 205e nombre hexagonal et 137e nombre ennéagonal centré)
- 86320 - 415e nombre triangulaire (donc 208e nombre hexagonal et 139e nombre ennéagonal centré)
- 86400 - nombre de secondes dans un jour ; nombre polygonal à 28801 côtés
- 87360 - nombre unitairement parfait
- 88831 - 421e nombre triangulaire (donc 211e nombre hexagonal et 141e nombre ennéagonal centré)
- 88883 - nombre premier
- 90000 - nombre rond
- 90625 - le seul nombre automorphe à cinq chiffres
- 91378 - 427e nombre triangulaire (donc 214e nombre hexagonal et 143e nombre ennéagonal centré)
- 93312 - nombre de Leyland
- 93961 - 433e nombre triangulaire (donc 217e nombre hexagonal et 145e nombre ennéagonal centré)
- 94932 - nombre de Leyland
- 95121 - nombre de Kaprekar
- 96557 - nombre de Markov
- 96580 - 439e nombre triangulaire (donc 220e nombre hexagonal et 147e nombre ennéagonal centré)
- 99235 - 445e nombre triangulaire (donc 223e nombre hexagonal et 149e nombre ennéagonal centré)
- 99929 - nombre premier
- 99989 - nombre premier
- 99991 - nombre premier
- 99999 - nombre de Kaprekar